# Darren Aronofsky
Darren Aronofsky (ur. 12 lutego 1969 w Nowym Jorku) – amerykański reżyser, producent i scenarzysta filmowy. Laureat m.in. trzech nagród Independent Spirit Awards za filmy Pi (1998), Zapaśnik (2008) i Czarny łabędź (2010) oraz Złotego Lwa na 65. MFF w Wenecji za film Zapaśnik (2008).
W 2024 roku uzyskał polskie obywatelstwo.

## Życiorys
Darren Aronofsky urodził się 12 lutego 1969 r. w dzielnicy Brooklyn w Nowym Jorku jako syn nauczycieli Charlotte i Abrahama Aronofskych. Dorastał w dzielnicy Manhattan Beach na Brooklynie. Powiedział, że „wychował się w sposób kulturowy jako Żyd, ale w świątyni było bardzo mało duchowych obecności. To była kwestia kulturowa – obchodzenie świąt, wiedza o tym, skąd pochodzisz, znajomość swojej historii, szacunek dla tego, przez co twoi ludzie przeszli". Po ukończeniu szkoły średniej rozpoczął studia filmowe na Harvard University. Jego dyplomowy film Supermarket Sweep (1991), w którym wystąpił Sean Gullette, znalazł się w finale National Student Academy Award.
W lutym 1996 rozpoczął pracę nad scenariuszem do Pi (1998), pierwszego w jego karierze pełnometrażowego filmu fabularnego. Nakręcony za zaledwie 60 tys. dolarów (pieniądze pochodziły z datków rodziny oraz znajomych) obraz odniósł sukces kasowy – do listopada 1999 zarobił ponad 3 miliony dolarów. Aronofsky został również nagrodzony za najlepszą reżyserię na Sundance Film Festival.
Kolejnym zrealizowanym przez niego filmem było Requiem dla snu (2000), oparte na noweli Huberta Selby’ego o tym samym tytule. Obraz przyniósł Ellen Burstyn, odtwórczyni jednej z głównych ról, nominację do Oscara. Po odrzuceniu propozycji wyreżyserowania filmu Batman: Początek, Aronofsky rozpoczął pracę nad trzecim filmem pełnometrażowym Źródło (2006).
Kolejny wyreżyserowany przez niego obraz, Zapaśnik (2008), zaowocował kolejnymi nominacjami do Oscara tym razem dla Mickeya Rourke’a oraz Marisy Tomei. Rourke otrzymał również nagrodę BAFTA dla najlepszej postaci pierwszoplanowej oraz najlepszego aktora, a Bruce Springsteen dla autora najlepszej piosenki.
Czarny łabędź (2010) został nominowany do Oscara w pięciu kategoriach (między innymi za najlepszą reżyserię). Finalnie jedyną statuetkę otrzymała Natalie Portman (najlepsza aktorka pierwszoplanowa).
Przewodniczył jury konkursu głównego na 68. MFF w Wenecji (2011) oraz na 65. MFF w Berlinie (2015).
Babcia Aronofskiego była Polką, reżyser w 2024 uzyskał polskie obywatelstwo.

## Filmografia

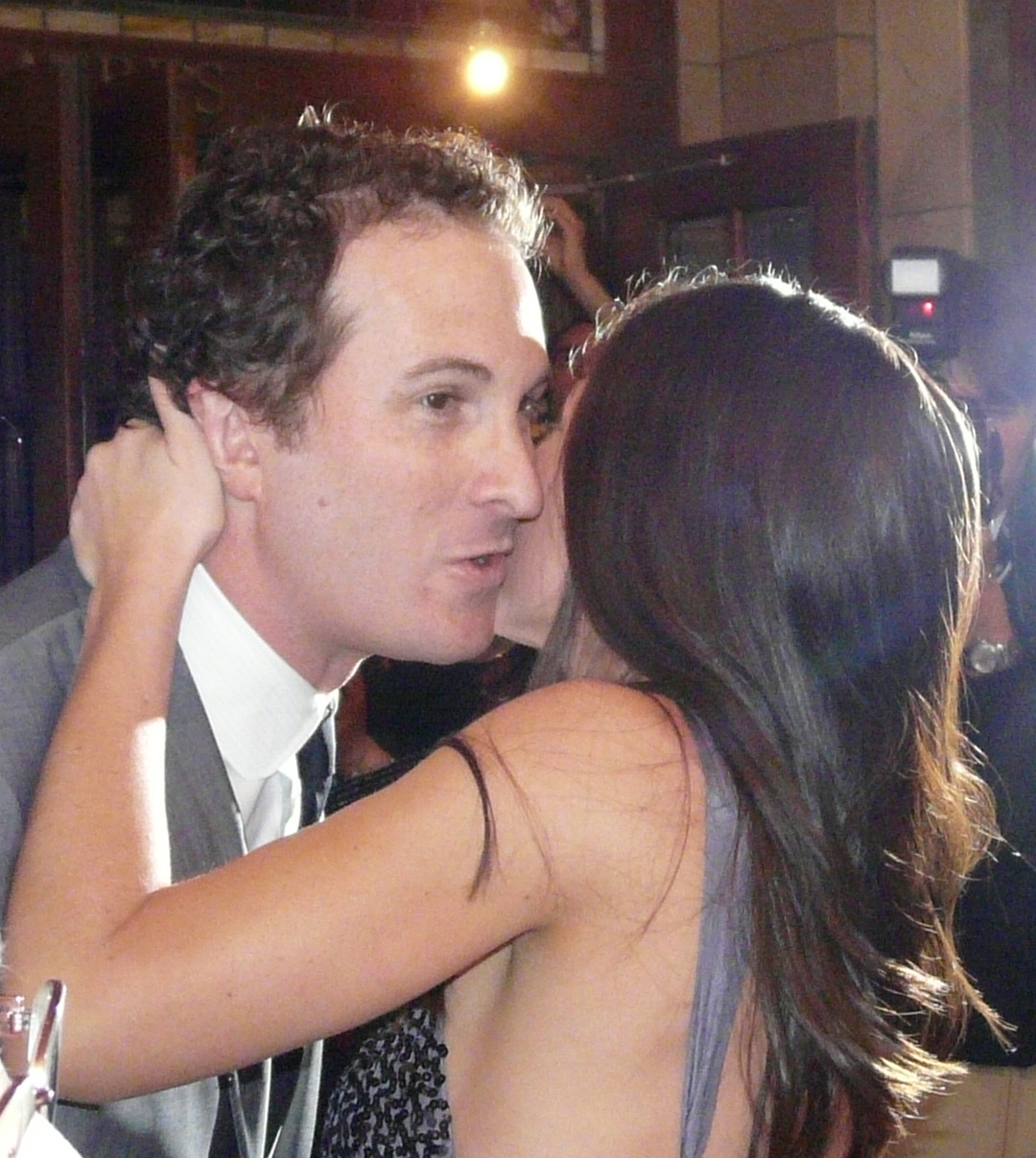
Darren Aronofsky i Marisa Tomei podczas premiery filmu Zapaśnik na Festiwalu Filmowym w Toronto (2008)

### Reżyseria
- 1991 Supermarket Sweep (film krótkometrażowy)
- 1991 Fortune Cookie (film krótkometrażowy)
- 1993 Protozoa (film krótkometrażowy)
- 1998 Pi (π)
- 2000 Requiem dla snu (Requiem for a Dream)
- 2006 Źródło (The Fountain)
- 2008 Zapaśnik (The Wrestler)
- 2010 Czarny łabędź (Black Swan)
- 2014 Noe: Wybrany przez Boga (Noah)
- 2017 mother! (Mother!)
- 2022 Wieloryb (The Whale)
- 2025 Złodziej z przypadku (Caught Stealing)

### Scenariusz
- 1991 Supermarket Sweep (film krótkometrażowy)
- 1993 Protozoa (film krótkometrażowy)
- 1998 Pi (π)
- 2000 Requiem dla snu (Requiem for a Dream)
- 2002 Ciśnienie (Below)
- 2006 Źródło (The Fountain)
- 2014 Noe: Wybrany przez Boga (Noah)
- 2017 mother!

### Produkcja
- 1991 Fortune Cookie (film krótkometrażowy)
- 2002 Ciśnienie (Below)
- 2008 Zapaśnik (The Wrestler)
- 2014 Noe: Wybrany przez Boga (Noah)
- 2022 Wieloryb (The Whale)
- 2025 Złodziej z przypadku (Caught Stealing)